# Space Engine
SpaceEngine — це астрономічна 3D-симуляція, розроблена російським астрономом та програмістом Володимиром Романюком. Це тривимірний планетарій, що представляє Всесвіт на основі поєднання реальних астрономічних даних та реалістичних алгоритмів процедурної генерації. Користувачі можуть подорожувати в космосі в будь-якому напрямку і з будь-якою швидкістю, а також вперед або назад у часі. Бета-версія є безкоштовною для Microsoft Windows. Останній випуск SpaceEngine, версія 0.990 бета, є першим платним виданням (випущено в Steam).
Властивості об'єктів, такі як температура, атмосферні характеристики, наявність життя, маса, радіус, спектр тощо, відображаються на HUD та в інформаційному вікні. Користувачі можуть спостерігати за небесними об'єктами, починаючи від малих астероїдів або супутників і закінчуючи великими скупченнями галактик, подібно до інших симуляторів, таких як Celestia. Платна версія SpaceEngine за замовчуванням включає понад 130 000 реальних об'єктів, включаючи зірки з каталогу Hipparcos, галактики з каталогів NGC та IC, багато відомих туманностей та всі відомі екзопланети та їхні зірки.

## Функціональність
Проголошеною метою SpaceEngine є науковий реалізм і відтворення всіх типів відомих астрономічних явищ і об'єктів. Він використовує каталоги зірок разом із процедурною генерацією, щоб створити кубічний Всесвіт розміром 10 мільярдів парсек (32,6 мільярда світлових років) з кожної сторони, зосереджених на барицентрі Сонячної системи.

### Об'єкти каталогу
Реальними об'єктами, які включає SpaceEngine, є зорі з каталогу Hipparcos, галактики з каталогів NGC та IC, усі підтверджені екзопланети, помітні зоряні скупчення, туманності та об'єкти Сонячної системи. Безкоштовна версія не містить об'єкти, що не були підтверджені на час її створення, наприклад екзопланету Проксима Центавра b.

### Вікі та локації
SpaceEngine має власну вбудовану базу даних «wiki», яка надає детальну інформацію про небесні об'єкти та дозволяє гравцеві створювати власні імена та описи для процедурно-створених об'єктів. SpaceEngine також має базу даних про локації, де гравець може зберегти будь-яку позицію та час у симуляції та завантажити її знову в майбутньому.

## Обмеження
Попри те, що об'єкти в планетарних системах рухаються, а зірки обертаються навколо своїх осей і обертаються між собою в деяких кратних зоряних системах, власний рух зірок не імітується, отже галактики знаходяться у фіксованих місцях і не обертаються.
Міжзоряне поглинання світла не моделюється в SpaceEngine.